# Liuze
Liuze (kinesiska: 流泽, 流泽镇) är en köping i Kina. Den ligger i provinsen Hunan, i den södra delen av landet, omkring 150 kilometer sydväst om provinshuvudstaden Changsha. Antalet invånare är 30647. Befolkningen består av 14 688 kvinnor och 15 959 män. Barn under 15 år utgör 23,0 %, vuxna 15-64 år 65 %, och äldre över 65 år 11,0 %.
Genomsnittlig årsnederbörd är 1 592 millimeter. Den regnigaste månaden är maj, med i genomsnitt 235 mm nederbörd, och den torraste är oktober, med 45 mm nederbörd.